# ヴィルヘルム・レディース

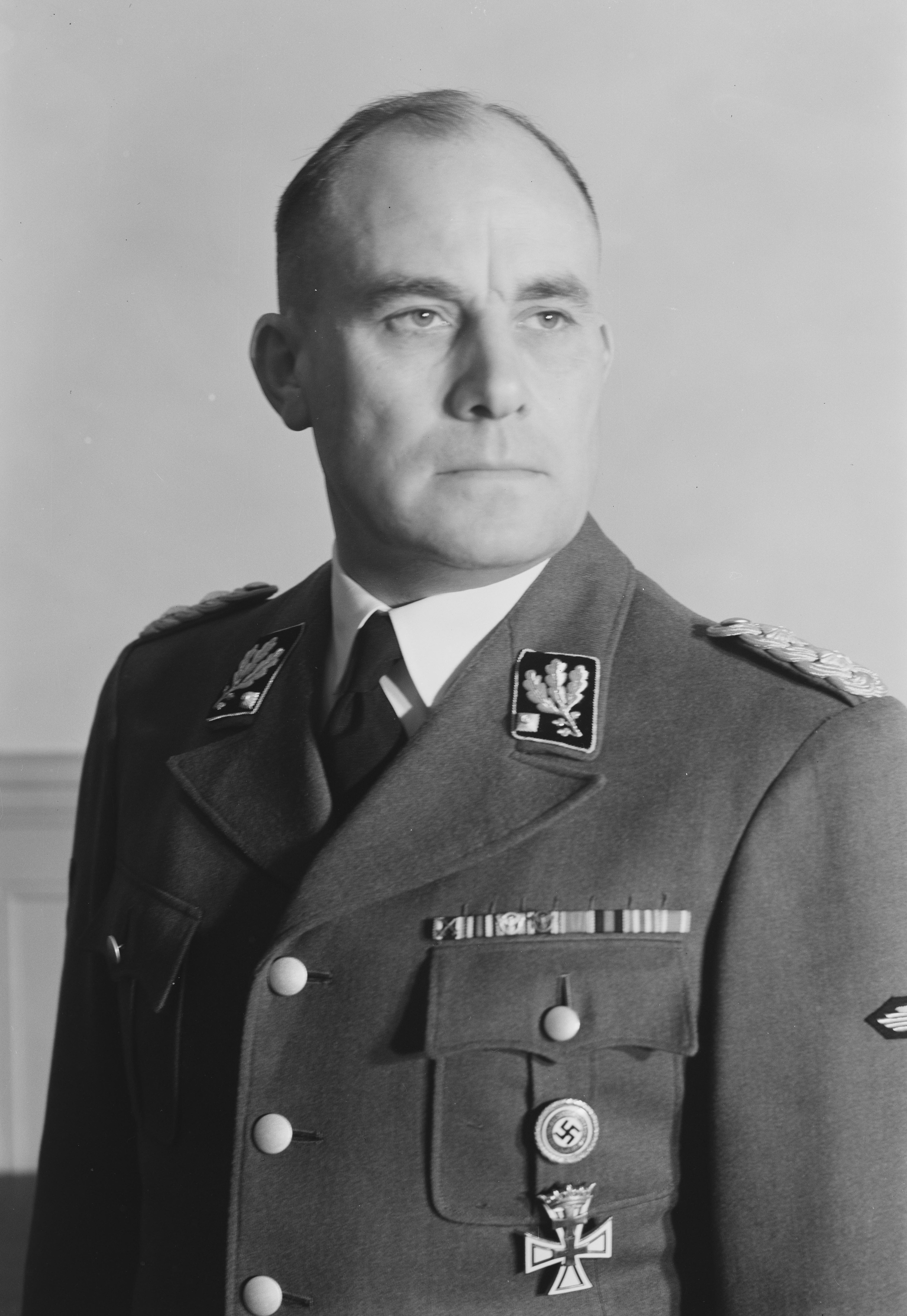
ヴィルヘルム・レディース

ヴィルヘルム・レディース（Wilhelm Rediess、1900年10月10日 – 1945年5月8日） は、ナチス・ドイツの親衛隊（SS）の将軍。親衛隊における最終階級は親衛隊大将（SS-Obergruppenführer）。

## 略歴
ドイツ帝国プロイセン王国最西部のハインスベルク（de:Heinsberg）出身。父は法廷の従業員をしていた。学校を出た後、電気技師となる。1918年6月にドイツ帝国陸軍に入隊。歩兵として第一次世界大戦の最終局面に従軍した。1918年11月に除隊。戦後も電気技師をしたが、1929年に経済危機で職を失った。1925年に国家社会主義ドイツ労働者党（ナチス党）の突撃隊（SA）に入隊。さらに同年12月にナチス党にも入党が認められた。1927年にデュッセルドルフのSA部隊の指揮を任されたが、1930年には部隊員とともに親衛隊（SS）へ移籍した。素早い昇進をして1935年4月20日には親衛隊中将（SS-Gruppenführer）に昇進している。
第二次世界大戦開戦直後、彼はプロイセンにおける人種法の執行を任され、東プロイセンのユダヤ人の強制収容所などへの送還に関与していた。その際に1,558人の精神病と診られたユダヤ人の処理を命じられ、彼はガストラックで殺害を実行し、70日ほどで達成した。
この「功績」で占領したノルウェーの親衛隊及び警察高級指導者に任じられ、以降ドイツの敗戦までこの地位を保持した。金髪碧眼の北方人種が多いノルウェーではレーベンスボルン計画を執行された。ドイツ人とノルウェー人の結婚が奨励され、ノルウェーにおいては8,000人の子供がこの計画の下に生まれることとなった。ドイツの降伏を聞いた後、1945年5月8日にノルウェーで自決した。ノルウェー占領地弁務官（Reichskommissar）のヨーゼフ・テアボーフェン（de:Josef Terboven）はレディースの遺体をブンカーに運び込むとともに、自らもその中に入ってダイナマイトを爆発させ、運命を共にした。